# Nonnweiler
Nonnweiler là một đô thị thuộc huyện Sankt Wendel,bang Saarland, Đức. Đô thị Nonnweiler có diện tích km², dân số thời điểm ngày 31 tháng 12 năm 2006 là 9243 người. Nonnweiler có cự ly khoảng 20 km về phía tây bắc của Sankt Wendel, và 30 km về phía đông nam của Trier. Đô thịnày có một tường cổ, dấu vết của bảo tàng Celt.